# 周孟簡
周 孟簡（しゅう もうかん、1378年 - 1431年）は、明代の官僚。名は偉、字は孟簡で、字をもって通称された。本貫は吉州吉水県。

## 生涯
1404年（永楽2年）、従兄の周述とともに進士に及第した。永楽帝が手ずから二人に策問し、二人そろって翰林院編修に任じられた。1405年（永楽3年）1月、解縉が永楽帝の命を受けて曾棨ら28人を選抜し、文淵閣に読書させると、孟簡は周述とともにこれに選ばれた。
孟簡は翰林院にあること20年、詹事府丞に転じ、襄王府長史として出向した。1431年1月（宣徳5年閏12月）、死去した。享年は54。著書に『竹間集』があった。